# Evelyn Kaye
Evelyn Kaye Klein (1911-1990) est une violoniste américaine, connue pour avoir joué sous le surnom d'Evelyn and Her Magic Violin avec l'Hour of Charm Orchestra de Phil Spitalny, son collègue et époux.

## Biographie

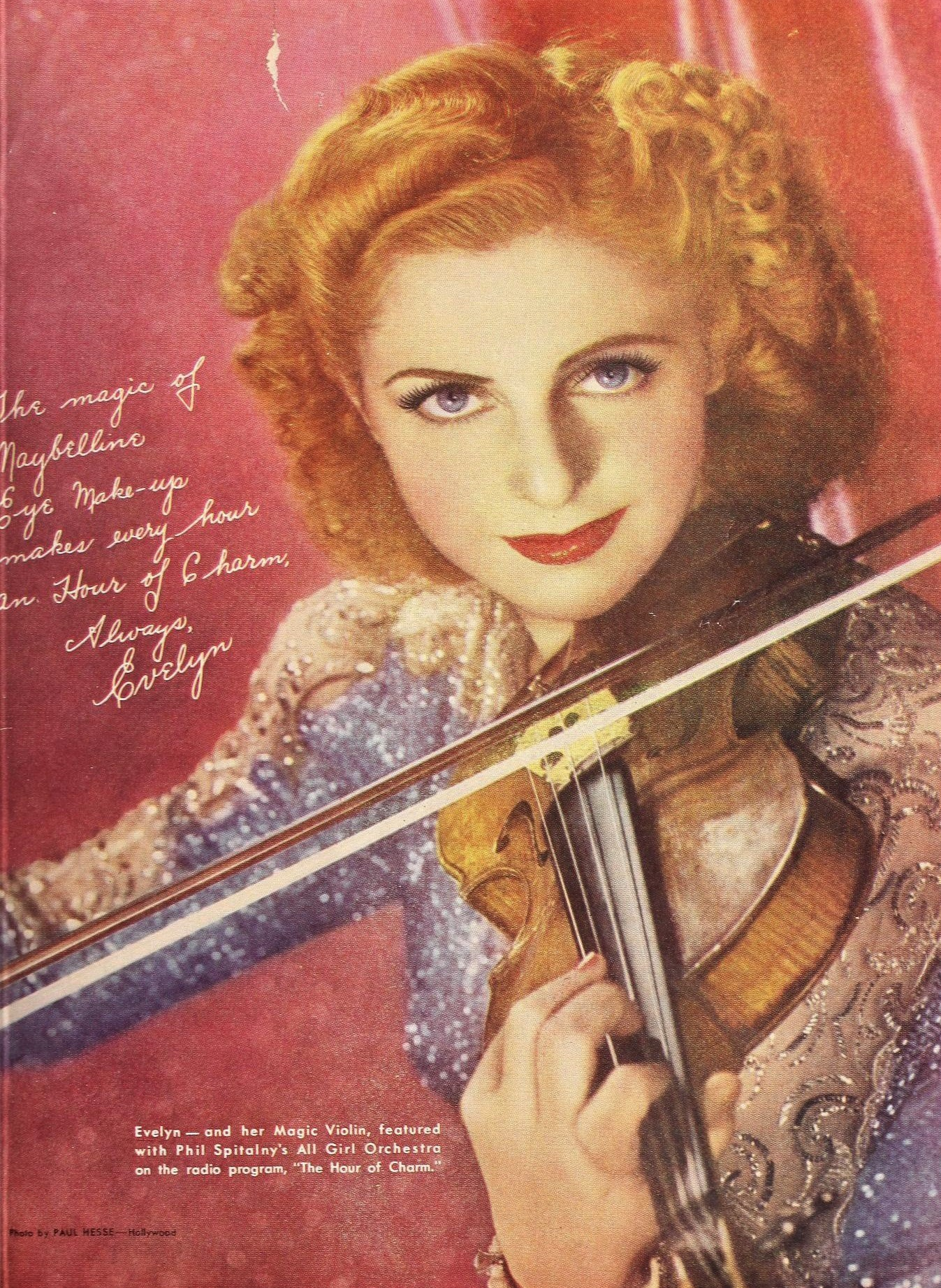
Evelyn and her Magic Violin, publicité pour les cosmétiques Maybelline, 1945.

Née dans le quartier de Yorkville à New York, elle est la fille d'un père catholique d'origine allemande et d'une mère juive hongroise. Dès 1926, elle joue du violon sur les stations de radio WPCH et WJZ à New York.
Elle est diplômée avec mention de la Juilliard School, alors connue sous le nom d'Institute of Musical Art, et a approfondi ses études musicales en tant qu'étudiante boursière à l'école supérieure de l'institut. Elle obtient la bourse du Grand Prix de Fontainebleau pour étudier la musique à Paris, mais elle y renonce pour poursuivre une carrière professionnelle.

## Carrière
À 14 ans, elle fait ses débuts au Town Hall de New York. Parmi les spectateurs se trouve le musicien Phil Spitalny, qui est à l'époque chef d'orchestre du Capitol Theater. Bien que la grand-mère de Kaye ait claqué la porte au nez de Spitalny lorsqu'il a essayé pour la première fois de contacter la jeune fille, elle passe finalement une audition avec lui et il lui signe un contrat pour être la première personne embauchée dans son orchestre entièrement féminin qu'il est en train de monter, le Hour of Charm Orchestra.
En plus d'être première violoniste de l'orchestre, Evelyn Kaye est chargé de « régler les problèmes vestimentaires, de rendez-vous et de tempérament" des membres du groupe. ». Elle effectue l'arrangement de presque toute la partie orchestrale et chorale de la formation.
Parallèlement, elle se produit en tant qu'artiste solo et fait ses débuts au Carnegie Hall en 1937. Au milieu des années 1940, elle est la première femme jouer comme soliste invitée avec le Houston Symphony Orchestra.
Son violon est un Bergonzi fabriqué en 1756, qui lui a été décerné par l'Arts Club of America après son diplôme de Juilliard.

## Vie privée

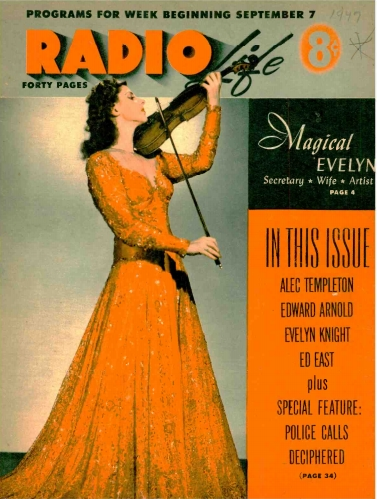
Evelyn Kaye figure sur la couverture du numéro du 7 septembre 1949 du magazine Radio Life.

Le 12 juin 1946, elle épouse Phil Spitalny à Margate, New Jersey. Tous deux ont collaboré à la composition de chansons comme Save the Last Dance for Me et Pining for You.
Evelyn et Phil prennent leur retrait à Miami Beach à la suite d'un incident survenu à Rochester, New York, lorsque Phil s'est effondré sur scène et a été hospitalisé à la Mayo Clinic. Après sa mort, elle s'investit dans les affaires culturelles de la région de Miami, notamment en tant que membre du conseil d'administration de la Greater Philharmonic Society.
Le 8 juillet 1990, elle meurt d'une insuffisance cardiaque au Mount Sinai Medical Center (en) à Miami Beach, en Floride, à l'âge de 78 ans.